# دانشگاه ایالتی تنسی
دانشگاه ایالتی تنسی (به انگلیسی: Tennessee State University) دانشگاهی عمومی در ایالت تنسی است که بیش از ۱۰۴۰۰ دانشجو در آن مشغول به تحصیل هستند.
این دانشگاه در شهر نشویل قرار دارد.

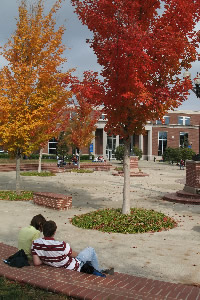
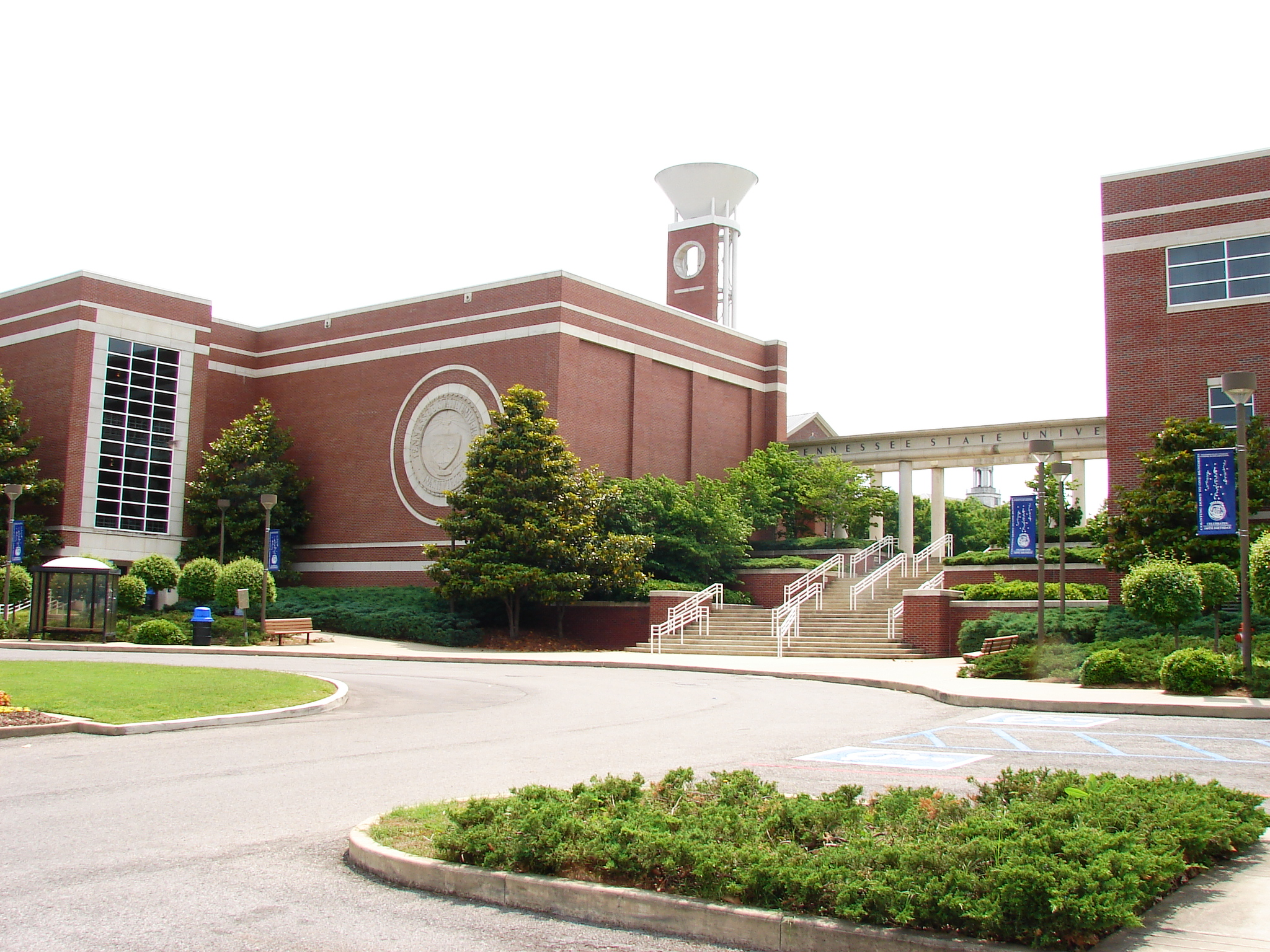
ساختمان قدیمی دانشگاه